# Seututie 364
Pour les articles homonymes, voir Route 364.
La route régionale 364 (finnois : Seututie 364) est une route régionale allant de Kellomäki à Kouvola jusqu'à Hevossuo à Kouvola en Finlande,,.

## Présentation
La seututie 364 est une route régionale de la Vallée de la Kymi.